# NGC 3504

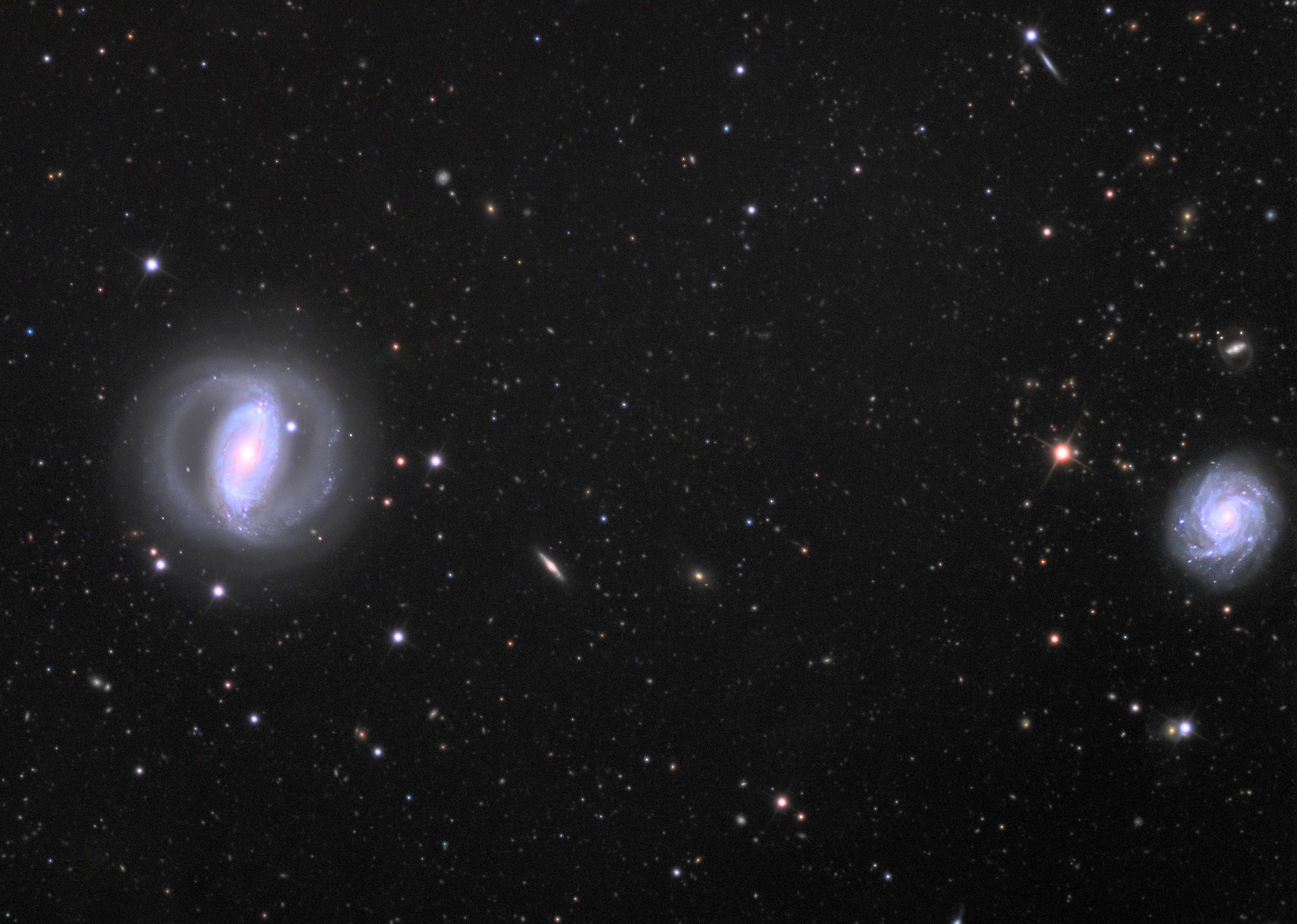
NGC 3504 a sinistra e, a destra, NGC 3512

NGC 3504 è una galassia a spirale barrata situata nella costellazione del Leone Minore.